# Allen Tankard
Allen Tankard (Islington, 21 maggio 1969) è un ex calciatore inglese, di ruolo difensore.

## Caratteristiche tecniche
Era un terzino sinistro.

## Carriera
Esordisce tra i professionisti all'età di 16 anni, nella stagione 1985-1986, giocando 3 partite nella prima divisione inglese con il Southampton; gioca poi altre 2 partite nella stagione successiva, nella quale disputa anche 2 incontri di Coppa di Lega. Tuttavia, nell'estate del 1988, dopo un'ulteriore stagione nel club trascorsa senza presenze in partite ufficiali, si accasa al Wigan, club di terza divisione, con cui trascorre le successive cinque stagioni (le prime quattro in terza divisione e l'ultima in quarta divisione) giocando stabilmente da titolare, per un totale di 209 presenze e 4 reti in partite di campionato (ed in generale 257 presenze e 5 reti fra tutte le competizioni ufficiali).
Nell'estate del 1993 John Rudge, allenatore del Port Vale, lo preleva dal Wigan per 87500 sterline: con i Valiants Tankard gioca 26 partite nella stagione 1993-1994, che si conclude con una promozione dalla terza alla seconda divisione, categoria nella quale rimane poi per le successive sei stagioni, nelle quali totalizza complessivamente 216 presenze e 7 reti. Nella stagione 2000-2001, giocata nuovamente in terza divisione, mette invece a segno 4 reti in 33 partite di campionato e vince un Football League Trophy. Trascorre poi la stagione 2001-2002 al Mansfield Town, dove con 2 reti in 30 presenze contribuisce a conquistare una promozione dalla quarta alla terza divisione, categoria nella quale rimane in rosa nella stagione 2002-2003 pur senza giocare nessuna partita ufficiale. Nella stagione 2003-2004 trascorre infine dei brevi periodi con i semiprofessionisti di Hednesford Town e Stafford Rangers, entrambi militanti in Southern Football League (sesta divisione): di fatto gioca comunque solo una partita con il primo dei due club, ritirandosi dopo pochi mesi dall'inizio della stagione.

## Palmarès

### Club

#### Competizioni nazionali
- Football League Trophy: 1

Port Vale: 2000-2001